# Čerhov
Čerhov (allemand : Tschergau, hongrois : Csörgő) est un village de Slovaquie situé dans la région de Košice.

## Histoire
Première mention écrite du village en 1329.
La localité fut annexée par la Hongrie après le premier arbitrage de Vienne le 2 novembre 1938. En 1938, on comptait 567 habitants dont 29 d'origine juive. Elle faisait partie du district de Sátoraljaújhely (hongrois : Sátoraljaújhelyi járás). Le nom de la localité avant la Seconde Guerre mondiale était Čergov. Durant la période 1938 -1945, le nom hongrois Csörgő était d'usage. À la libération, la commune a été réintégrée dans la Tchécoslovaquie reconstituée.
Le village a subi ses plus importantes inondations depuis 1953 le 16 mai 2010.

## Démographie

### Évolution de la population
| Année:               | 1994. | 2004.    | 2014.   | 2024.   |
| -------------------- | ----- | -------- | ------- | ------- |
| Nombre de personnes: | 671   | 819      | 765     | 754     |
| Différence:          |       | +22,05 % | -6,59 % | -1,43 % |

| Année:               | 2023. | 2024. |
| -------------------- | ----- | ----- |
| Nombre de personnes: | 754   | 754   |
| Différence:          |       | +0 %  |

## Économie
Le village est l'un des 7 villages slovaques faisant partie de la région viticole Tokay.

## Transport
Le village possède une gare sur la ligne de chemin de fer 190 entre Košice et Čierna nad Tisou.